# Villogorgia fruticosa
Villogorgia fruticosa är en korallart som beskrevs av Germanos. Villogorgia fruticosa ingår i släktet Villogorgia och familjen Plexauridae. Inga underarter finns listade i Catalogue of Life.